# Archichlora jacksoni
Archichlora jacksoni là một loài bướm đêm trong họ Geometridae.